# Gangdong-gu
Gangdong-gu (강동구) ist einer der 25 Stadtteile Seouls. Er liegt am östlichen Stadtrand und ist der Startpunkt der Autobahn Jungbu Express Motorway. Die Einwohnerzahl beträgt 465.459 (Stand: Mai 2021).

## Bezirke

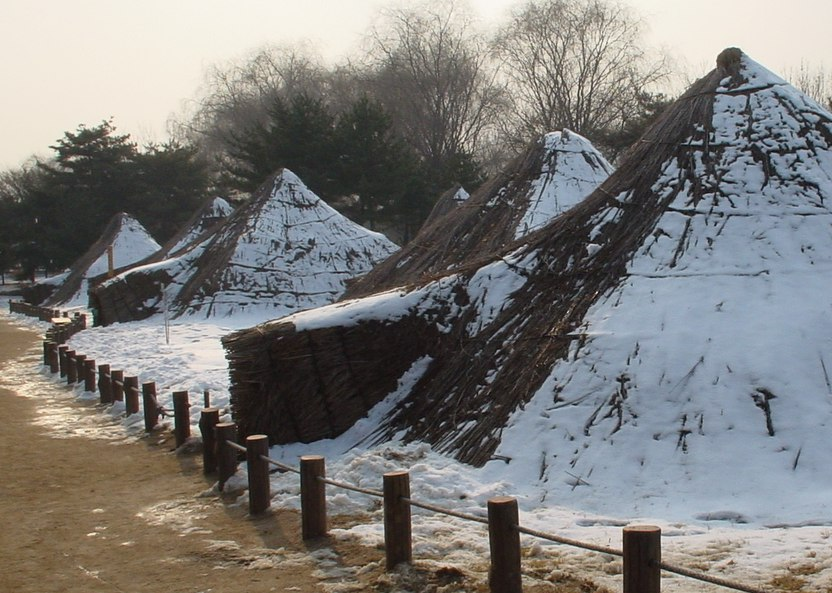
Rekonstruierte prähistorische Hütten in Amsa-dong.

Gangbuk-gu besteht aus 18 Dongs:
- Gangil-dong
- Godeok-dong 1, 2
- Gil-dong
- Dunchon-dong 1, 2
- Myeongil-dong 1, 2
- Sangil-dong
- Seongnae-dong 1, 2, 3
- Amsa-dong 1, 2, 3
- Cheonho-dong 1, 2, 3